# DJ SODA
DJ SODA（ディージェイ ソダ）は、大韓民国の女性DJ。本名、ファン・ソヒ（韓: 황소희）。

## 経歴
2013年6月にDJとしての仕事を始めた。2015年に韓国のWorld DJ festivalでツアーを始めた。
2016年6月、ワーナー・ミュージック・グループからEP Closer をリリースした。レーベルが同じSISTARともコラボしている。
2017年には世界トップ3の音楽フェスティバルの1つとされるタイのバンコクの"S20 Songkran Music Festival"に出演した。
2018年には、STARSHIPエンターテインメントの新たなサブレーベルである"House of Music"に加わった。このサブレーベルは廃止されたため、後に他のサブレーベルHighline Entertainmentに移った。6月には"Ultra Music Festival Korea" (UMF)に参加した。
2018年7月にはWalshy Fireとコラボした歌"Never Let You In"をリリースし、シンガポール、マレーシア、香港、インドネシアのチャートでトップとなった。
2019年、シンガポールの音楽フェスティバル Typhoon 8 に参加した。12月にはスイスのユングフラウヨッホ駅で開催されたWorld Club Dome: Snow Editionに出演した。
2019年12月、第9回Korea Hallyu Awardsのindie categoryでculture prizeを受賞した。
2020年6月に、ダンスミュージックライブストリーム Electric Blockalooに参加した。11月にレーベルHighline Entertainmentの特別なパフォーマンス The Color に参加した。
2024年1月5日に自身のInstagramを更新し、同月1日に発生した石川県の能登半島地震に対し100万円の寄付を行ったことを報告した。
2024年4月5日に集英社より1st写真集「Candid」を発売した。

### 性犯罪被害について
6歳時、自宅にて一人で留守番中に強盗から性暴力を受け、その影響で場面緘黙症を発症する。
2018年、韓国の『スペクトラムフェスティバル』に遊びに行った際、VIPにいた男性からセクハラを受ける。
2019年1月21日、フランス人のDJからセクハラを受けたことをInstagramにて告白。

### MUSIC CIRCUS'23での被害
2023年8月13日に大阪府のりんくう公園で開催されたMUSIC CIRCUS'23の3日目に出演した。公演の最後に観客とふれあった際、複数人から胸を触られる性被害を受けたと翌日14日に自身のSNSで報告した。
8月15日、主催会社「TryHard Japan」は容疑者を大阪府警に刑事告訴する方針を発表した。21日、主催会社は不同意わいせつ罪及び暴行罪の容疑で男女計3人を刑事告発、大阪府警に受理されたと報告した。また、この事件に関するDJ SODAへの誹謗中傷や差別的発言に対しても「場合によっては厳重な法的対応をします」とする声明を公開した。
8月21日、被疑者の一部である男性2人は、在籍する会社の社長の依頼によって三崎優太のYouTubeチャンネルに出演して顔出しで謝罪を行った後、三崎に付き添われて交番に出頭した。
主催会社は当事者間で和解が成立したとして、11月1日付で刑事告発を取り下げたと明らかにした。SODAは3人から謝罪文を受け取り、深く反省していることを確認。謝罪を受け入れ、金銭賠償を含まない形での和解に応じたという。同月17日、大阪府警は男女2人を不同意わいせつ容疑で、男性1人を暴行容疑で書類送検した。和解が成立しているとして、起訴を求めないとする意見を付けたという。12月8日、大阪地検は3人を起訴猶予処分とした。

## ディスコグラフィ

### EP
| タイトル | 詳細 | セールス |
| -------- | --- | -------- |
| Closer   | - リリース: 2016年6月2日 - レーベル: ワーナー・ミュージック・グループ - Formats: デジタルダウンロード、ストリーミング Track listing 1. Interstellar Love 2. Kung Fu Dab 3. BB탄 4. 22 Cities |          |

### シングル
| タイトル                                                   | 年   | アルバム                                  |
| ---------------------------------------------------------- | ---- | ----------------------------------------- |
| "Stay Sweet"                                               | 2017 | Billboard Presents Electronic Asia Vol. 1 |
| "Never Let You In" (DJ Soda and Walshy Fire)               | 2018 | アルバム未収録                            |
| "Think About It" (DJ Soda and Cuebrick feat. Baer)         | 2018 | アルバム未収録                            |
| "Holding Back" (DJ Soda, Kryoman, and 1st Klase feat. KYE) | 2018 | アルバム未収録                            |
| "Icy" (DJ Soda and Kaku feat. Young Kay and Pluma)         | 2019 | アルバム未収録                            |
| "If I Die" (DJ Soda and Dolf)                              | 2019 | Nighttime                                 |
| "Empire" (remix) (Wengie, Minnie, and DJ Soda)             | 2019 | Empire Remixes                            |
| "Over You" (DJ Soda and Psycho Boys Club)                  | 2020 | アルバム未収録                            |
| "Shooting Star"                                            | 2020 | アルバム未収録                            |
| "Obsession" (DJ Soda and RayRay)                           | 2020 | BF200                                     |
| "Okay!" (DJ Soda, Lost Chameleon, Ahin of Momoland)        | 2021 | アルバム未収録                            |
| "Starlight"                                                | 2022 | アルバム未収録                            |
| "Cold" (DJ Soda and Spirit Link)                           | 2022 | アルバム未収録                            |
| "Tiktok" (DJ Soda and LNY TNZ)                             | 2022 | アルバム未収録                            |
| "Alice In Wonderland" (DJ Soda, Blasterjaxx, Hard Lights)  | 2023 | アルバム未収録                            |